# Boraras
Boraras is een geslacht van straalvinnige vissen uit de familie van eigenlijke karpers (Cyprinidae).

## Soorten
- Boraras brigittae (Vogt, 1978)
- Boraras maculatus (Duncker, 1904)
- Boraras merah (Kottelat, 1991)
- Boraras micros Kottelat & Vidthayanon, 1993
- Boraras naevus Conway & Kottelat, 2011
- Boraras urophthalmoides (Kottelat, 1991)